# Маркерсбах
Маркерсбах (нем. Markersbach) — посёлок в Германии, в земле Саксония. Подчинён административному округу Кемниц. Входит в состав района Рудные Горы (район Германии). Население 1888 чел. Занимает площадь 18,32 км². Официальный код — 14 1 91 230.
1 января 2008 года объединился с деревней Рашау в Рашау-Маркерсбах.